# God Shammgod
God Shammgod, anciennement connu sous le nom de Shammgod Wells, né le 29 avril 1976, à New York, est un joueur et entraîneur américain de basket-ball. Il évolue au poste de meneur.

## Carrière
Après sa carrière de joueur, Shammgod se tourne vers l'encadrement des joueurs. Il est ainsi chargé du développement des joueurs aux Mavericks de Dallas entre 2016 et 2025. En juillet 2025, il rejoint le Magic d'Orlando comme entraîneur adjoint.

## Palmarès
- Meilleur marqueur CBA 2004